# Gibril Sankoh
Gibril Sankoh (Freetown, 15 mei 1983) is een in Sierra Leone geboren oud-voetballer die tijdens zijn ruim vijfjarige dienstverband bij FC Groningen ook de Nederlandse nationaliteit verkreeg. Hij speelde bij voorkeur in de verdediging.

## Carrière
Sankoh speelde in Freetown bij Royal Stars en werd op zeventienjarige leeftijd geselecteerd voor het Sierra Leoons voetbalelftal, maar zou niet debuteren. In 2000 moest hij noodgedwongen vluchten omdat hij dezelfde achternaam heeft als rebellenleider Foday Sankoh, maar hij is geen familie van de rebellenleider. Per boot vluchtte hij naar Nederland en kwam  terecht in een asielzoekerscentrum in Rijsbergen. Na een verhuizing naar Heemskerk speelde hij bij De Kennemers in Beverwijk. Daar werd hij gescout door Stormvogels Telstar.
In het seizoen 04/05 maakte Sankoh na zeventien wedstrijden gespeeld te hebben voor Stormvogels Telstar de overstap naar FC Groningen. In het seizoen 05/06 werd Sankoh een vaste waarde van 'de Trots van het Noorden' en had hij een aanzienlijke bijdrage aan het succes in het daaropvolgende seizoen. In de play-offs van het seizoen 2006/2007 scoorde Sankoh zijn eerste doelpunt voor Groningen in de thuiswedstrijd tegen Feyenoord, die met 2-1 werd gewonnen. Mede door dit doelpunt bereikte Groningen de finale van de play-offs. In mei 2010 werd bekend dat Sankoh na zes seizoenen FC Groningen moest verlaten. Zijn aflopende contract werd niet verlengd.
Sankoh stond vanaf het seizoen 2010/11 onder contract bij FC Augsburg, waar hij voor twee jaar tekende. Hiermee begon hij in de 2. Bundesliga, maar volgde na een jaar promotie naar de Bundesliga. Hierin kwam hij minder aan spelen toe en in zijn derde jaar bij de club nog minder. In februari 2013 stapte hij over naar het Chinese Henan Jianye FC.
Sankoh keerde in juli 2015 terug in Nederland. Hij werkte trainingsstages af bij zijn oude ploeg FC Groningen en bij PEC Zwolle. In juli tekende hij een contract tot medio 2016 bij Roda JC Kerkrade, dat net was gepromoveerd naar de Eredivisie. Hij had in zijn contract de mogelijkheid opgenomen om de club na een half seizoen in te ruilen voor een ander. Na een half jaar verliet hij de club om terug te keren naar China. Hij ging voetballen bij tweededivisionist Meizhou Wuhau, waar hij een contract voor twee jaar tekende. Nadat hij een half jaar zonder club zat, gaat hij medio 2018 voor ACV in de Hoofdklasse spelen.
In juni 2019 werd hij als ACV-speler door bondscoach Ron Jans opgenomen in de selectie van het Noord-Nederlands voetbalelftal voor de semi-interland tegen Noord-Duitsland. Tegen het einde van het seizoen 2018/19 zette Sankoh een punt achter zijn carrière als voetballer, om verder te gaan als jeugdtrainer bij FC Groningen.

## Statistieken
| Seizoen | Club                | Land      | Competitie     | Wedstrijden | Doelpunten |
| ------- | ------------------- | --------- | -------------- | ----------- | ---------- |
| 2004/05 | Stormvogels Telstar | Nederland | Eerste divisie | 17          | 0          |
| 2004/05 | FC Groningen        | Nederland | Eredivisie     | 8           | 0          |
| 2005/06 | FC Groningen        | Nederland | Eredivisie     | 25          | 0          |
| 2006/07 | FC Groningen        | Nederland | Eredivisie     | 30          | 1          |
| 2007/08 | FC Groningen        | Nederland | Eredivisie     | 31          | 0          |
| 2008/09 | FC Groningen        | Nederland | Eredivisie     | 30          | 0          |
| 2009/10 | FC Groningen        | Nederland | Eredivisie     | 26          | 0          |
| 2010/11 | FC Augsburg         | Duitsland | 2. Bundesliga  | 31          | 0          |
| 2011/12 | FC Augsburg         | Duitsland | Bundesliga     | 20          | 0          |
| 2012/13 | FC Augsburg         | Duitsland | Bundesliga     | 11          | 0          |
| 2014    | Henan Jianye FC     | China     | Jia League     | 29          | 1          |
| 2015/16 | Roda JC Kerkrade    | Nederland | Eredivisie     | 17          | 0          |
| 2015/16 | Meizhou Kejia FC    | China     | Jia League     | 0           | 0          |
| Totaal  | Totaal              | Totaal    | Totaal         | 275         | 2          |